# Anthony Iob
Anthony Iob (* 2. Januar 1971 in Renfrew, Ontario) ist ein ehemaliger italo-kanadischer Eishockeyspieler, der während seiner aktiven Karriere unter anderem für die Kölner Haie in der Deutschen Eishockey Liga, den HC Devils Milano, Asiago Hockey, WSV Sterzing Broncos und HC Alleghe in der Serie A1 sowie für den EC KAC und EC Graz 99ers in der Österreichischen Eishockey-Liga gespielt hat.

## Karriere
Anthony Iob begann seine Karriere als Eishockeyspieler in der kanadischen Juniorenliga Ontario Hockey League, in der er von 1988 bis 1992 für die Kingston Raiders, Kingston Frontenacs und Sault Ste. Marie Greyhounds aktiv war. Mit den Greyhounds gewann er dabei 1991 und 1992 jeweils den J. Ross Robertson Cup, die Meisterschaft der OHL. In seiner Zeit in der OHL wurde der Angreifer im NHL Entry Draft 1991 in der neunten Runde als insgesamt 189. Spieler von den Buffalo Sabres ausgewählt, für die er allerdings nie spielte. Stattdessen verbrachte er die Saison 1992/93 bei den Rochester Americans in der American Hockey League und den Erie Panthers in der East Coast Hockey League. Daraufhin ging er nach Europa, wo er einen Vertrag beim HC Devils Milano erhielt. Für die Lombarden spielte er zwei Jahre lang in der italienischen Serie A, anschließend noch eineinhalb Jahre beim HC Milano 24. Im Laufe der Saison 1996/97 wurde Iob von den Kölner Haien aus der Deutschen Eishockey Liga verpflichtet.
Für die Kölner Haie stand Iob eineinhalb Jahre lang in der DEL auf dem Eis, ehe er nach Italien zurückkehrte, wo er für eine Spielzeit bei Asiago Hockey unterschrieb. Die Saison 1999/2000 begann er beim CE Wien in der Österreichischen Bundesliga, ehe er sie bei den Phoenix Mustangs aus der West Coast Hockey League beendete, mit denen er die Meisterschaft der WCHL, den Taylor Cup, gewann. In den entscheidenden Playoffs trug er mit acht Toren und neun Vorlagen in zehn Spielen zum Erfolg bei. Es folgten zwei Spielzeiten in Italien für den Linksschützen, wobei er die Saison 2001/02 bei den San Diego Gulls in der WCHL abschloss. Von 2003 bis 2007 stand der italienische Nationalspieler ununterbrochen beim EC KAC in Österreich unter Vertrag, mit dem er in der Saison 2003/04 die nationale Meisterschaft gewann. Im Frühjahr 2007 stand Anthony Iob für acht Play-off-Spiele beim EHC Visp in der Schweizer National League B unter Vertrag. Dabei erzielte er in acht Spielen zehn Scorerpunkte und erreichte mit dem EHC Visp das Play-off-Finale, welches knapp und erst im siebten und entscheidenden Spiel gegen den EHC Biel verloren wurde. Zuletzt lief der Flügelspieler von 2007 bis 2009 für den EC Graz 99ers in Österreich auf, wobei er die Saison 2007/08 beim HC Alleghe in Italien beendete. 

### International
Für Italien nahm Iob an der B-Weltmeisterschaft 2003, sowie den A-Weltmeisterschaften 1997, 1998 und 2001 teil. Des Weiteren stand er im Aufgebot Italiens bei den Olympischen Winterspielen 2006 in Turin.

## Erfolge und Auszeichnungen
- 1991 J.-Ross-Robertson-Cup-Gewinn mit den Sault Ste. Marie Greyhounds
- 1992 J.-Ross-Robertson-Cup-Gewinn mit den Sault Ste. Marie Greyhounds
- 2000 Taylor-Cup-Gewinn mit den Phoenix Mustangs
- 2004 Österreichischer Meister mit dem EC KAC